# Bobby Campbell (football, 1937)
Pour les articles homonymes, voir Bobby Campbell et Campbell.
Bobby Campbell, né le 23 avril 1937 à Liverpool et mort le 6 novembre 2015, est un joueur et entraîneur anglais de football.

## Palmarès
- Champion d'Angleterre de D2 en 1989 avec Chelsea.